# Point Pleasant (Virgínia de l'Oest)
Point Pleasant és una població dels Estats Units a l'estat de Virgínia de l'Oest. Segons el cens del 2000 tenia 4.637 habitants.

## Demografia
Segons el cens del 2000, Point Pleasant tenia 4.637 habitants, 2.107 habitatges, i 1.310 famílies. La densitat de població era de 752,3 habitants per km².
Dels 2.107 habitatges en un 26,3% hi vivien nens de menys de 18 anys, en un 44,7% hi vivien parelles casades, en un 14,4% dones solteres, i en un 37,8% no eren unitats familiars. En el 34,8% dels habitatges hi vivien persones soles el 17,8% de les quals corresponia a persones de 65 anys o més que vivien soles. El nombre mitjà de persones vivint en cada habitatge era de 2,18 i el nombre mitjà de persones que vivien en cada família era de 2,8.
Per edats la població es repartia de la següent manera: un 21,3% tenia menys de 18 anys, un 8,4% entre 18 i 24, un 23,7% entre 25 i 44, un 26,2% de 45 a 60 i un 20,4% 65 anys o més.
L'edat mediana era de 43 anys. Per cada 100 dones de 18 o més anys hi havia 75,3 homes.
La renda mediana per habitatge era de 27.022 $ i la renda mediana per família de 33.527 $. Els homes tenien una renda mediana de 31.657 $ mentre que les dones 16.607 $. La renda per capita de la població era de 16.692 $. Entorn del 22,2% de les famílies i el 24,2% de la població estaven per davall del llindar de pobresa.

## Poblacions més properes
El següent diagrama mostra les poblacions més properes.